# Personas LGBT en México

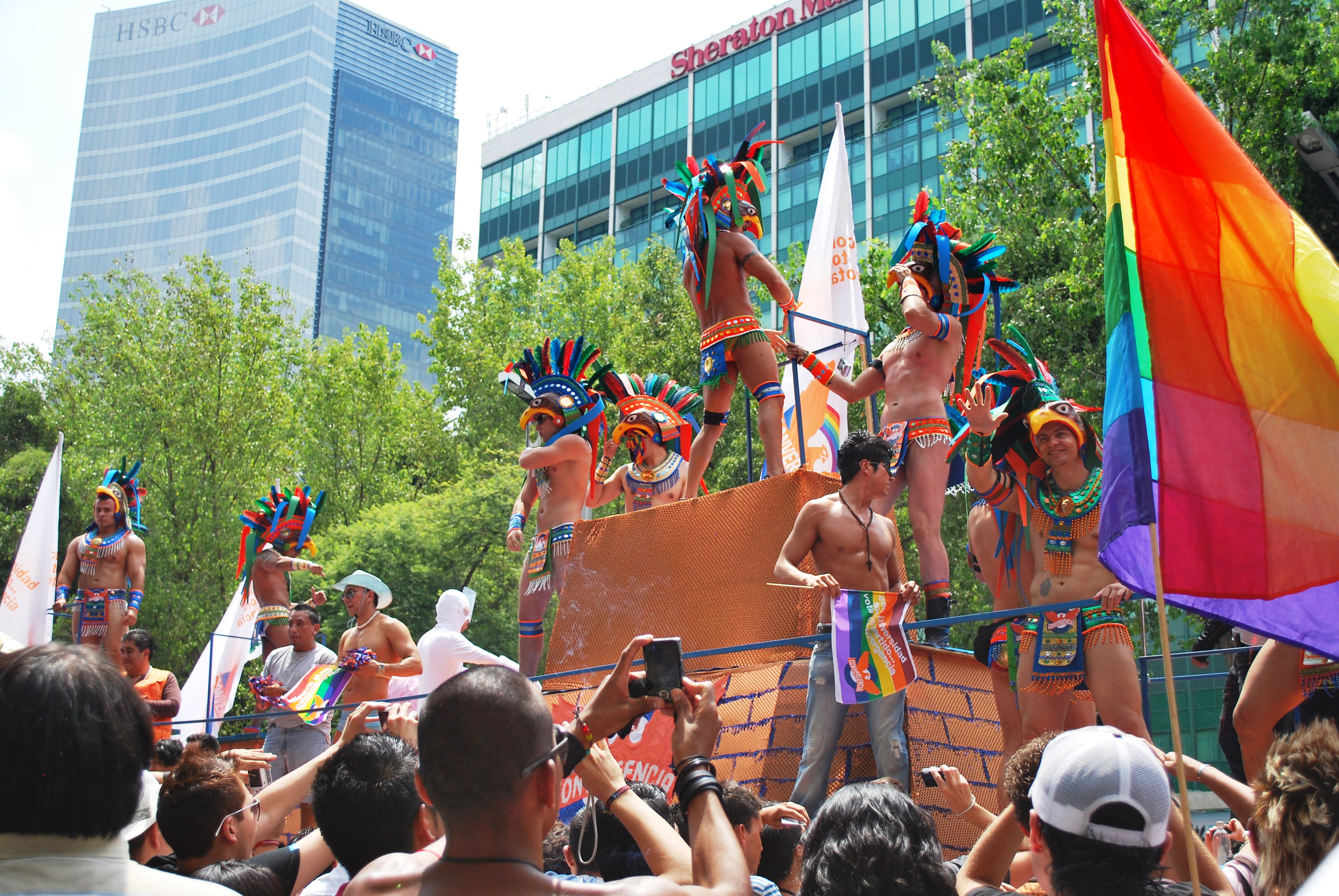
Flota con el tema Aztec Eagle Warrior en el Desfile del Orgullo LGBT de 2009 en la Ciudad de México.

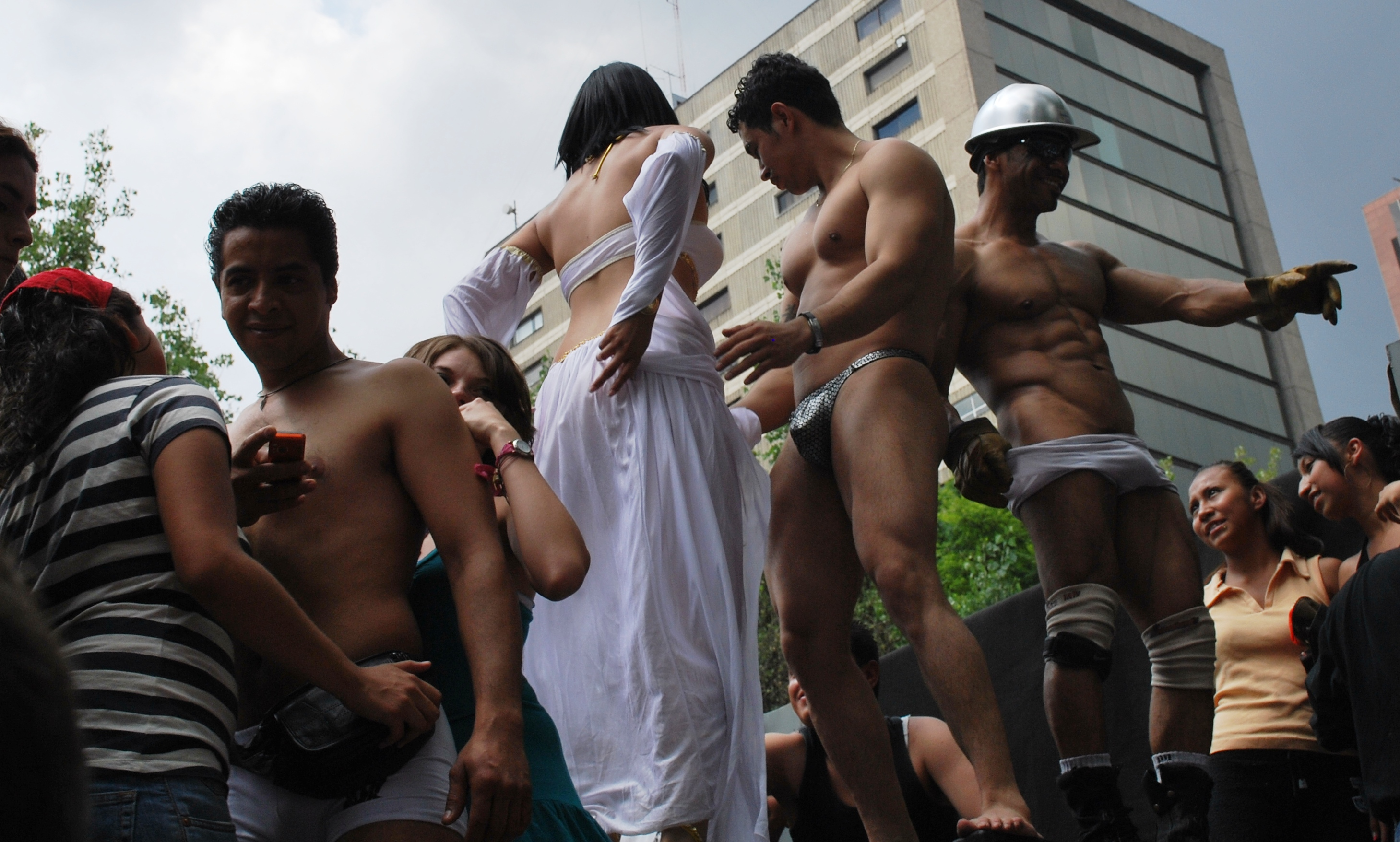
Bailarines go-go en el Desfile del Orgullo LGBT 2009 en la Ciudad de México.

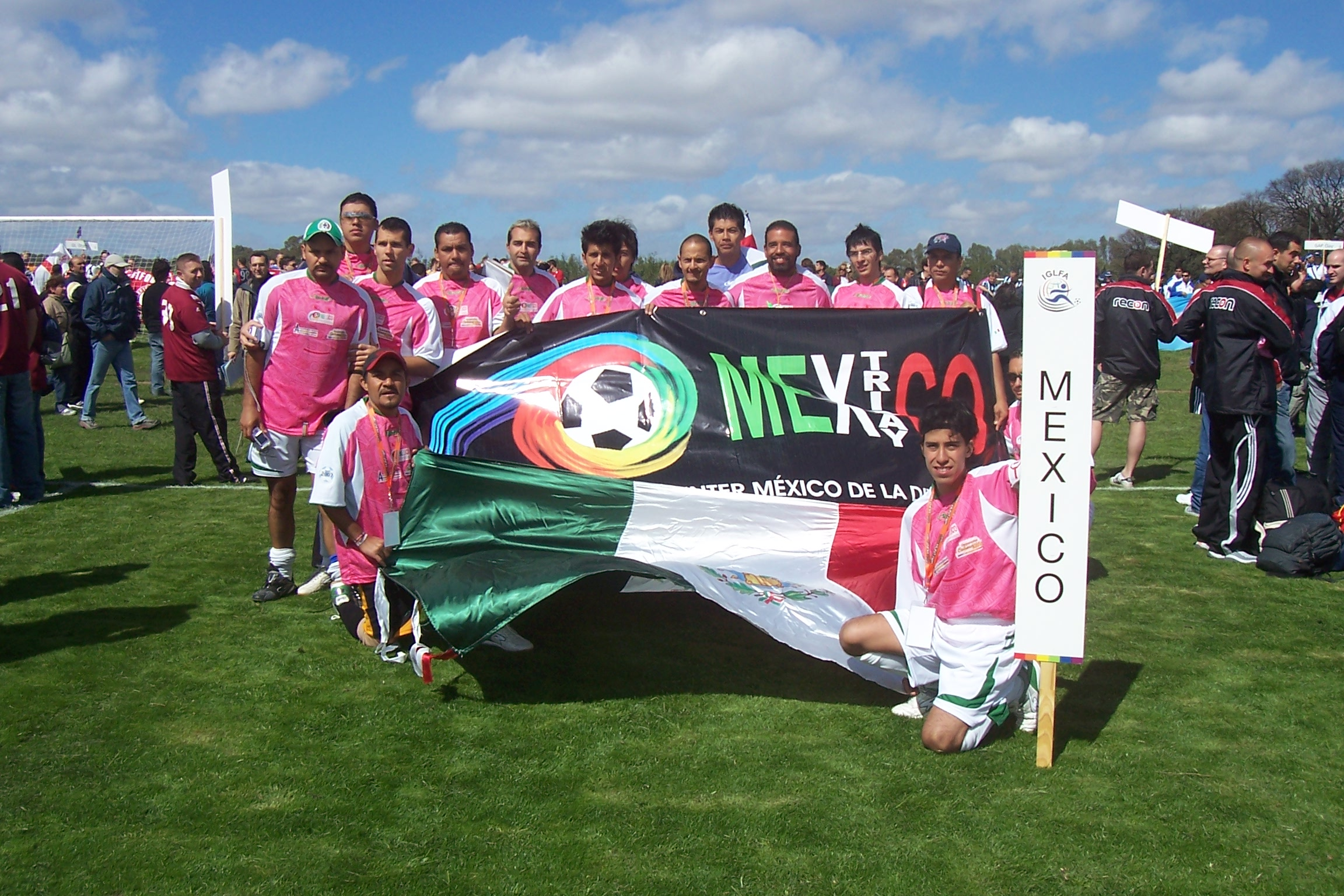
Equipo de fútbol gay mexicano, conocido como El Tri Gay, en el torneo de la Asociación Internacional de Fútbol Gay y Lésbico 2007 en Buenos Aires, Argentina.

Según la Primera Encuesta Nacional sobre Discriminación, realizada por la CONAPRED en 2005, el 48% de los mexicanos entrevistados indicó que no permitiría que un homosexual viviera en su casa. 95% de los homosexuales entrevistados indicó que en México existe discriminación contra ellos; cuatro de cada diez declararon ser víctimas de actos de exclusión; más de la mitad dijo sentirse rechazada; y seis de cada diez sentían que su peor enemigo era la sociedad. 
Aunque las demostraciones públicas generales de afecto homosexual o travestismo siguen siendo un tabú en la mayor parte de México, la vida social LGBT tiende a prosperar en las ciudades y centros turísticos más grandes del país.
Según un estudio representativo a nivel nacional organizado por Kantar TNS, el 88% de los hombres mexicanos de 18 a 30 años se identifican como heterosexuales, el 6% como homosexuales, el 5% como bisexuales y el 1% como otros haciendo que la población LGBT en México sea un 12%.

## Población y cultura
El centro visible de la comunidad LGBT es la Zona Rosa, donde existen más de 50 bares y clubes de baile gay. Alrededor de la capital del país, hay una cantidad considerable en el Estado de México. Algunos observadores afirman que la vida gay está más desarrollada en la segunda ciudad más grande de México, Guadalajara. Otras grandes ciudades incluyen la ciudad fronteriza Tijuana, la ciudad norteña de Monterrey, ciudades centristas Puebla y León, y la importante ciudad portuaria Veracruz. La popularidad del turismo gay, especialmente en Puerto Vallarta, Cancún y otros lugares, también ha atraído más atención nacional sobre la presencia de la homosexualidad en México. Entre algunos jóvenes heterosexuales urbanos, se ha vuelto popular asistir a clubes de baile gay y tener amigos abiertamente homosexuales. 
En 1979, se llevó a cabo el primer Desfile del Orgullo LGBT del país, también conocido como Marcha del Orgullo LGBT, al que asistieron más de mil personas en la Ciudad de México. Desde entonces, se realiza todos los meses de junio de forma ininterrumpida bajo diferentes consignas con el objetivo de dar visibilidad a las minorías sexuales, fomentar la conciencia sobre el sida y el VIH, denunciar la homofobia y exigir la creación de políticas públicas como el reconocimiento de las personas uniones y matrimonios entre personas del mismo sexo y la legalización de la adopción LGBT, entre otros.
Según los organizadores, en su última edición, el XXXI Desfile del Orgullo LGBT contó con la presencia de más de 350.000 personas, 100.000 más que su antecesor. En 2003 tuvo lugar la primera Marcha del Orgullo Lésbico en la capital del país. En Guadalajara, desde 1996 se han realizado Desfiles del Orgullo LGBT  Los Desfiles del Orgullo LGBT han ocurrido continuamente en Monterrey, Tijuana, Puebla, Veracruz,  Xalapa, Cuernavaca, Tuxtla Gutiérrez, Acapulco, Chilpancingo,  y Mérida .
El equipo de fútbol gay mexicano, conocido como El Tri Gay, es el primero de su tipo en el país. El miembro del equipo Eduardo Velázquez fue citado diciendo:

Tal vez no seamos los mejores, tal vez lo seamos, nadie lo sabe. Pero somos los primeros en irnos y los primeros que nos atrevemos a formar un equipo con coraje, corazón, fuerza y entusiasmo, y estamos decididos a representar a México con diligencia. Esperamos abolir la creencia de que la comunidad gay mexicana siempre se encuentra en clubes nocturnos, bebiendo, buscando sexo y consumiendo drogas.

En 2007, México participó por primera vez en la Copa del Mundo Gay, que se llevó a cabo en Buenos Aires, Argentina . Sin embargo, según miembros del equipo, han sido discriminados por organizaciones oficiales de fútbol mexicanas, como la Federación Mexicana de Fútbol (FMF) y la Comisión Nacional de Cultura Física y Deportes (CONADE), que se han negado a apoyarlos porque el Mundo Gay La Copa no es reconocida por la FIFA . El equipo también participó en la Copa Mundial Gay de 2008 celebrada en Londres, Reino Unido, y en los World Outgames de 2009 celebrados en Copenhague, Dinamarca. El equipo participó plenamente en la "Campaña LOVE Condoms" de AIDS Healthcare Foundation (AHF), y todos se sometieron a pruebas públicas.
Uno de los centros de cultura y diversión gay en México es la Zona Rosa, una serie de calles en la Colonia Juárez en la Ciudad de México . Desde mediados de 2007, el gobierno del Distrito Federal y Cuauhtémoc, DF -en cuyo territorio se encuentra la Zona Rosa- han colocado operativos en algunas discotecas cutres de la Zona Rosa, con el propósito de liberar a esta zona turística de problemas como la ilegalidad. el narcotráfico y la prostitución, además de reducir la incidencia de delitos como el robo . Otros objetivos del programa son aquellos sitios de convivencia que carecen de medidas de seguridad para los usuarios, principalmente salidas de emergencia. Grupos LGBT han denunciado la acción como una forma de homofobia.

## Economía

### El peso rosa
El mercado rosa (llamado "mercado LGBT" o mercado rosa ) en México se calcula en 51,300 millones de pesos (unos US$3,891 millones). Se está descubriendo el grupo de consumidores LGBT, ignorado hasta el presente por homofobia o miedo a las críticas. En 2005 se creó la Gay Expo en México, que pretendía conocer las empresas y servicios de la comunidad LGBT, y las empresas de la división se han unido en la Unión de Empresas y Prestadores de Servicios a Lesbianas, Gays, Bisexuales y Transgénero. Comunidad (Unegay).
Un estudio de la agencia De la Riva sobre el comportamiento del consumidor LGBT muestra que los hábitos de gays y lesbianas son distintos. Mientras que los hombres homosexuales prefieren las marcas y un estilo de vida más arriesgado, las lesbianas tienden a ser educadas y no suelen prestar atención a las marcas. Los homosexuales responden a los anuncios que hacen guiños a la comunidad, pero rechazan los anuncios con temas abiertamente homosexuales porque temen ser identificados a través del producto.
El turismo rosa, especialmente de Estados Unidos, tiene uno de sus destinos favoritos en México, y especialmente en Puerto Vallarta, donde incluso es posible ver a hombres paseando de la mano por la Zona Romántica . Otro destino favorito es Cancún, que ha tratado de atraer al público LGBT con eventos como la Fiesta de Otoño Gay de la Riviera Maya de Cancún y el Festival Internacional Gay de Cancún. El turismo LGBT no se centra en el sol, las playas y las ruinas mayas; es más diverso. Para este público existen dos agencias de viajes especializadas, Opta Tours (desde 1991) y Babylon Tours.

### Turismo
Guadalajara y Acapulco fueron destinos de vacaciones comunes para hombres gay y lesbianas de la Ciudad de México y, especialmente, de Estados Unidos y Canadá en las décadas de 1980 y 1990. Desde entonces, Puerto Vallarta se ha convertido en la principal ciudad turística de México como una especie de espacio gay satélite para su hermana mayor Guadalajara, al igual que Fire Island lo es para la ciudad de Nueva York y Palm Springs es para Los Ángeles.

#### Puerto Vallarta
Puerto Vallarta es ahora considerado el destino más acogedor y amigable con los homosexuales del país, conocido como el "San Francisco de México". Cuenta con una escena gay, centrada en la Zona Romántica, de hoteles y resorts, así como muchos bares, discotecas y una playa gay en la costa principal. Puerto Vallarta ha sido citado como el destino de playa gay número uno en América Latina.